# Geotrichum
Genre
Geotrichum est un genre de fonge de la famille des Dipodascaceae.

## Répartition
Geotrichum est présent dans le monde entier dans les sols, l'eau, l'air et les eaux usées, ainsi que dans les plantes, les céréales et les produits laitiers. Il se trouve donc couramment dans le microbiote de l'organisme humain et est isolé des expectorations et des selles.

### Microbiote de l'organisme humain
Le principal facteur de risque d'infection fongique invasive liée à Geotrichum est l'immunosuppression grave, en particulier dans les hémopathies malignes, comme la leucémie aiguë, associée à une neutropénie profonde et prolongée.
La fongémie est très fréquente, souvent avec une atteinte profonde des organes (poumon, foie, rate et système nerveux central) et donc des lésions de la peau et des muqueuses.
Il n'y a pas de traitement optimal pour les infections de Geotrichum, mais l'amphotéricine B avec ou sans flucytosine coadministrée ou avec de la voriconazole semble avoir une bonne sensibilité in vitro.
La mortalité associée aux infections liées à Geotrichum est élevée, allant de 57% à 80%.
En approfondissant les connaissances sur les infections fongiques invasives liées à Geotrichum, on pourrait améliorer le diagnostic précoce et le traitement adéquat de ces infections graves.

## Espèces
Le genre Geotrichum comprend plus de 100 espèces :
- Geotrichum amycelicum
- Geotrichum armillariae
- Geotrichum asteroides
- Geotrichum beigelii
- Geotrichum bipunctatum
- Geotrichum bogolepoffii
- Geotrichum bostonense
- Geotrichum brasiliense
- Geotrichum brocianum
- Geotrichum brocqii
- Geotrichum brocquii
- Geotrichum bryndzae
- Geotrichum byssinum
- Geotrichum candidum Link 1809
- Geotrichum caoi
- Geotrichum capitatum
- Geotrichum carabidarum
- Geotrichum cerebrinum
- Geotrichum cinereum
- Geotrichum cinnamomeum
- Geotrichum clavatum
- Geotrichum coccophilum
- Geotrichum coremiiforme
- Geotrichum cuboideum
- Geotrichum cucujoidarum
- Geotrichum cutaneum
- Geotrichum cyphellae
- Geotrichum decipiens
- Geotrichum dermatitidis
- Geotrichum doliiforme
- Geotrichum dombrayi
- Geotrichum dulcitum
- Geotrichum eriense
- Geotrichum europaeum
- Geotrichum famatum
- Geotrichum fermentans
- Geotrichum fici
- Geotrichum flavobrunneum
- Geotrichum flexuosum
- Geotrichum fragrans
- Geotrichum funiculosum
- Geotrichum ghanense
- Geotrichum giganteum
- Geotrichum gigas
- Geotrichum gracile
- Geotrichum hirtum
- Geotrichum histeridarum
- Geotrichum immite
- Geotrichum infestans
- Geotrichum ingens
- Geotrichum issavi
- Geotrichum javanense
- Geotrichum keratinophilum
- Geotrichum kieta
- Geotrichum klebahnii
- Geotrichum linkii
- Geotrichum loubieri
- Geotrichum louisianoideum
- Geotrichum ludwigii
- Geotrichum ludwigii
- Geotrichum lutescens
- Geotrichum magnum
- Geotrichum malti-juniperini
- Geotrichum matalense
- Geotrichum membranogenes
- Geotrichum microsporum
- Geotrichum muisa
- Geotrichum multifermentans
- Geotrichum muyaga
- Geotrichum mycoderma
- Geotrichum nobile
- Geotrichum novakii
- Geotrichum nyabisi
- Geotrichum pararugosum
- Geotrichum phurueaense
- Geotrichum phurueaensis
- Geotrichum proteolyticum
- Geotrichum pseudoalbicans
- Geotrichum pseudocandidum
- Geotrichum pulmonale
- Geotrichum pulmoneum
- Geotrichum purpurascens
- Geotrichum rabesalama
- Geotrichum rectangulatum
- Geotrichum redaelli
- Geotrichum redaellii
- Geotrichum restrictum
- Geotrichum robustum
- Geotrichum roseum
- Geotrichum rotundatum
- Geotrichum rugosum
- Geotrichum sakuranei
- Geotrichum sericeum
- Geotrichum siamense
- Geotrichum siamensis
- Geotrichum silvicola
- Geotrichum sphaeroides
- Geotrichum spheroides
- Geotrichum suaveolens
- Geotrichum suaveolens
- Geotrichum suaveolens
- Geotrichum subtile
- Geotrichum sulfureum
- Geotrichum terrestre
- Geotrichum vanriji
- Geotrichum vanrijiae
- Geotrichum vanryiae
- Geotrichum variabile
- Geotrichum variabilis
- Geotrichum versiforme
- Geotrichum virulens
- Geotrichum vulgare
- Geotrichum vulgaris
- Geotrichum zambettakesii
- Geotrichum zingiberis-saccharati

## Source de la traduction
- (en) Cet article est partiellement ou en totalité issu de l’article de Wikipédia en anglais intitulé « Geotrichum » (voir la liste des auteurs).